# 認知
認知（英語：cognition，i/kɒɡˈnɪʃ(ə)n/）是指“透過思想、經驗和感官獲得知識和理解的心理行為或過程”。它包括智力功能和過程的許多方面，例如：知覺、注意力、知識的形成、記憶和工作記憶、判斷和評價、推理和“計算”、解決問題和決策、理解和語言的產生。 認知過程使用現有知識並發現新知識。
在不同的背景下從不同的角度分析認知過程，特別是在語言學、音樂學、麻醉學、神經科學、精神病學、心理學、教育、哲學、人類學、生物學、系統學、邏輯學和計算機科學領域。這些和其他不同的認知分析方法在認知科學的發展領域中綜合起來，該學科是一個逐漸自洽的學科。

## 歷史

### 摩根詮釋
由19世紀的英國心理學家摩根認為：
如果能夠以心理進化和發展的規模較低的過程準確地解釋動物活動，則決不能以較高的心理過程來解釋動物活動。

### 認知革命
1960年前後的認知革命产生了认知心理学。
擬人論
思维
人類智力